# پل بکان
پل بکان مربوط به دوره ساسانیان است و در شهرستان بهبهان، بخش مرکزی، دهستان حومه، روستای امام رضا (ع)، روی رودخانه مارون واقع شده و این اثر در تاریخ ۱ مرداد ۱۳۸۶ با شمارهٔ ثبت ۱۹۲۶۰ به‌عنوان یکی از آثار ملی ایران به ثبت رسیده است.